# オデッセイ (ゲーム機)
マグナボックス・オデッセイ（Magnavox Odyssey）は、世界初の家庭用ゲーム機である。軍事用電子機器メーカーのサンダース・アソシエイツの社員であったラルフ・ベア率いるチームによって設計され、マグナボックスより1972年9月に北米で、その翌年に欧州で発売された。

## 概要
オデッセイは1975年の生産終了までにおよそ35万台を販売した。オデッセイに内蔵された卓球ゲームは後にアタリを設立するノーラン・ブッシュネルに強い影響を与え、世界で初めて商業的成功を収めたビデオゲームである『ポン』を生み出すことになった。この事は後にマグナボックスとアタリ及びその他のゲーム製造業者との法廷闘争に発展した。
『ポン』、『コンピュータースペース』と並んで、オデッセイは初期のビデオゲームの歴史の終わりと、第一世代ゲーム機の始まり、そして現在まで続くビデオゲーム産業の台頭を宣言した製品のひとつである。

## 開発

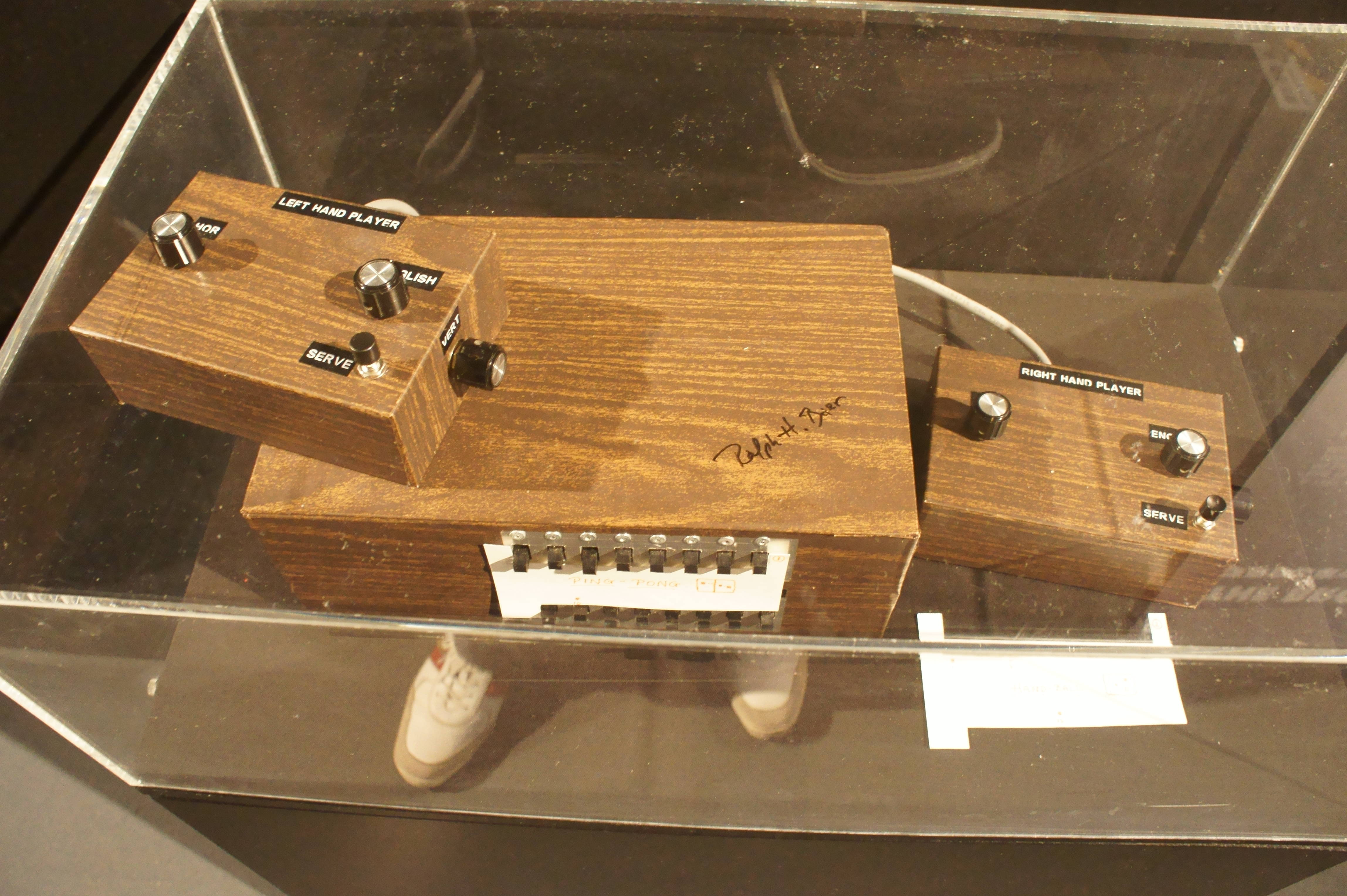
ブラウンボックスと呼ばれた試作機

1951年、軍事用電子機器メーカーのローラル・エレクトロニクスにエンジニアとして勤めていたラルフ・ベアは、レーダーやソナー等に使用するテレビジョン機器の研究の中で、「単純にテレビ放送を見るだけではなく、視聴者がテレビ画面を操作する」というアイデアを思いついた。しかしローラルにおけるベアの上司はそのアイデアを評価せず、ベア自身もアイデアを追求することなくその他の研究に勤しんだ。1955年、ベアはサンダース・アソシエイツに移り、1960年には500人ほどのエンジニアを監督する映像機器部門の部長職に就いた。
1966年8月、バス停で同僚を待っていたベアは、「テレビに繋いでゲームを遊ぶことができる機械」のアイデアを閃き、メモ帳に書き留めた。翌朝、自分のオフィスに戻ったベアはメモに書き留めたアイデアを清書して25ドルの「ゲームボックス」の基本的な仕様の構想を4ページの文書にまとめた。ベアは後に「まさにエウレカの瞬間だった」と述懐している。
こうしてベアによって「チャンネルLP（Let's Play）」と呼ばれるゲーム機の試作プロジェクトがスタートした。サンダースは軍需企業だったため、こうした娯楽のための装置のアイデアが受け入れられないことを経験から学んでいたベアは、ひとまず概念実証のための成果物を作ることを優先し、エンジニアのボブ・トランブレー（Bob Tremblay）と共に「TV Game Unit #1（テレビゲーム装置1号）」と名付けられた試作機を作った。1966年12月、サンダースの研究開発部門の責任者であるハーバート・キャンプマン（Herbert Campman）に対して行われたデモンストレーションで、キャンプマンはベアに2000ドルの人件費と500ドルの材料費を与えて研究を続けることを許可し、「チャンネルLP」はサンダースの公式プロジェクトのひとつに格上げされた。
年が明けて1967年、ベアのチームにはビル・ハリソン（Bill Harrison）というエンジニアが加わり、新たな試作機の設計と開発が進められ、またベアはゲームのアイデアを求めてキャンプマンの部下であったビル・ラッシュ（Bill Rusch）と話し合った。1967年夏にサンダースの役員を集めて行われたプレゼンテーションにおいて、一人のプレイヤーが動かすドットがもう一人のプレイヤーの動かすドットを追いかける「FOX and HOUND（きつねと猟犬）」や、光線銃を用いて画面上のドットを撃つターゲットシューティングゲームなどを追加した試作機を発表したが、役員たちの反応は冷淡だった。サンダース社長であるロイデン・サンダース（Royden Sanders）によってプロジェクトの継続は認められたものの、危機感を覚えたベアは、ビル・ラッシュを正式にプロジェクトに招聘し助力を仰いだ。ラッシュはMITを卒業した優れたエンジニアだったが問題児でもあり、遅刻や昼食時の長時間の外出、研究室にエレクトリック・ギターを持ち込むなどの奇行でベアらを悩ませた。しかしラッシュは2人のプレイヤーが動かすドットとは別に「内部の機械によって制御される3つ目のドット」を実装することを思いつき、これが後に『ポン』の元にもなるオデッセイのピンポンゲームの源流となった。
1967年後半より、試作機が徐々に完成に近づいていることを感じたキャンプマンは「テレビゲーム装置」の売り込みを指示した。サンダースは軍需企業であり、民間への販売・流通網を持っていなかったため、ベアらはまずケーブルテレビ業者に狙いを定め、TelePrompTer Corporationというケーブルテレビ会社が興味を持った。両者間の話し合いが進められたが、1968年4月の段階でTelePrompTer社の資金繰りが悪化したため契約には至らなかった。不景気の波はサンダースをも襲い、大規模なレイオフによってベアのプロジェクトも一旦中断の憂き目に遭った。9月にプロジェクトは再開され、1969年1月、「TV Game Unit #7（テレビゲーム装置7号）」通称「ブラウンボックス」と呼ばれた試作機が完成し、ベアらはテレビ事業大手各社にプレゼンを行って回った。プレゼンの評判は概ね上々だったものの、商品化のために手を挙げる企業はなかった。しかし、RCAの幹部であったビル・エンダース（Bill Enders）がマグナボックスに移り、「もう一度マグナボックスでプレゼンしてくれないか」とベアを説得した。ベアらが最後に行ったそのプレゼンによって、マグナボックスのマーケティング担当副社長であるジェリー・マーティン（Gerry Martin）がGOサインを出し、「ブラウンボックス」は「オデッセイ」として商品化が決定した。

## ハードウェア
コントローラー
コントローラーはジョイスティックでなくパドルコントローラである。一つのコントローラーにパドルが2つあり、上下左右の動きをサポート出来る。現在の多くのビデオゲームに付いているボタン類は無い。10種類程度のゲームが遊べた。ゲームの切り替えはスイッチでなくカードを差し込む。このカードにデータ読み書き機能等はなく、ただ切り替え回線が入っているのみである。一部のゲームは別売りカードを買わなければ遊べないようになっていた。ブラウンボックスには付いていた色と音は、オデッセイではコストの関係から省かれた。また本体以外に以下のオプションが用意されていた。
オーバーレイ
Overlayとは「上に置く、重ねる、かぶせる」の意。背景の描かれた透明な板。画面に出てくるキャラクターは白い正方形のみで当時の技術では背景どころかキャラクターも表示する事が難しかったため、このオーバーレイをテレビ画面に貼り付け、ゲーム上の場所の移動可能・不可能の区別などの把握や雰囲気をサポートした。これはテレビのサイズを考えて大小2種類ある。
光線銃
前述した銃も別売りされている。当時エレメカで既に人気ジャンルとなっていたガンゲームの影響も強いと考えられる。なおこの光線銃の大半は、ファミコンを発表する以前の任天堂で製造されていた。銃口に受光素子を組み込み、テレビ画面の光のスポットを受光素子で感知したときに引き金を引くことで命中判定を行う仕組みだった。
おもちゃの紙幣やチップなど
画面には点数表示も無いため、これを補うために用意されている。そのため、ビデオゲームというよりボードゲームの延長線上を感じさせた。

## 周辺機器

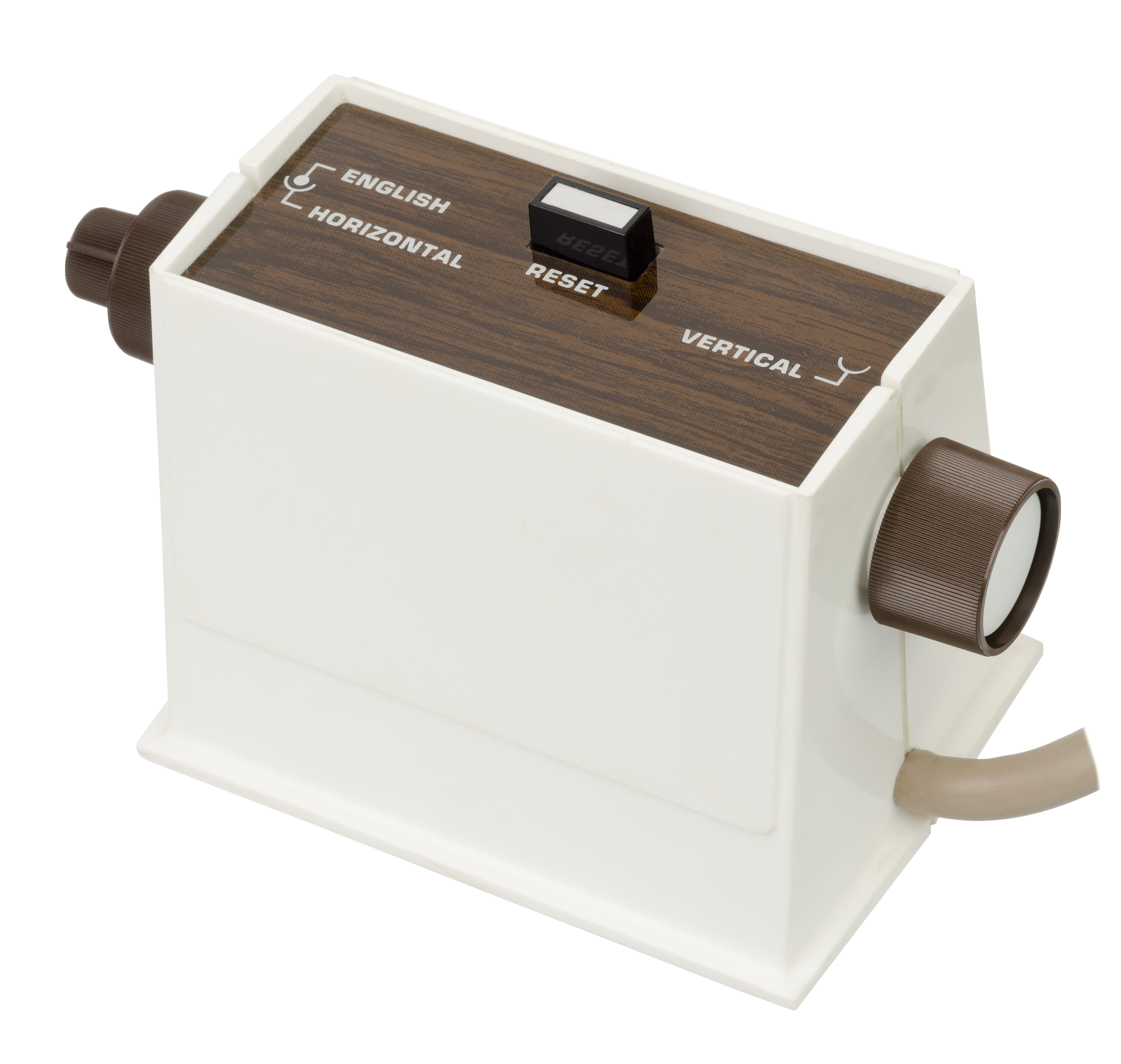
コントローラー
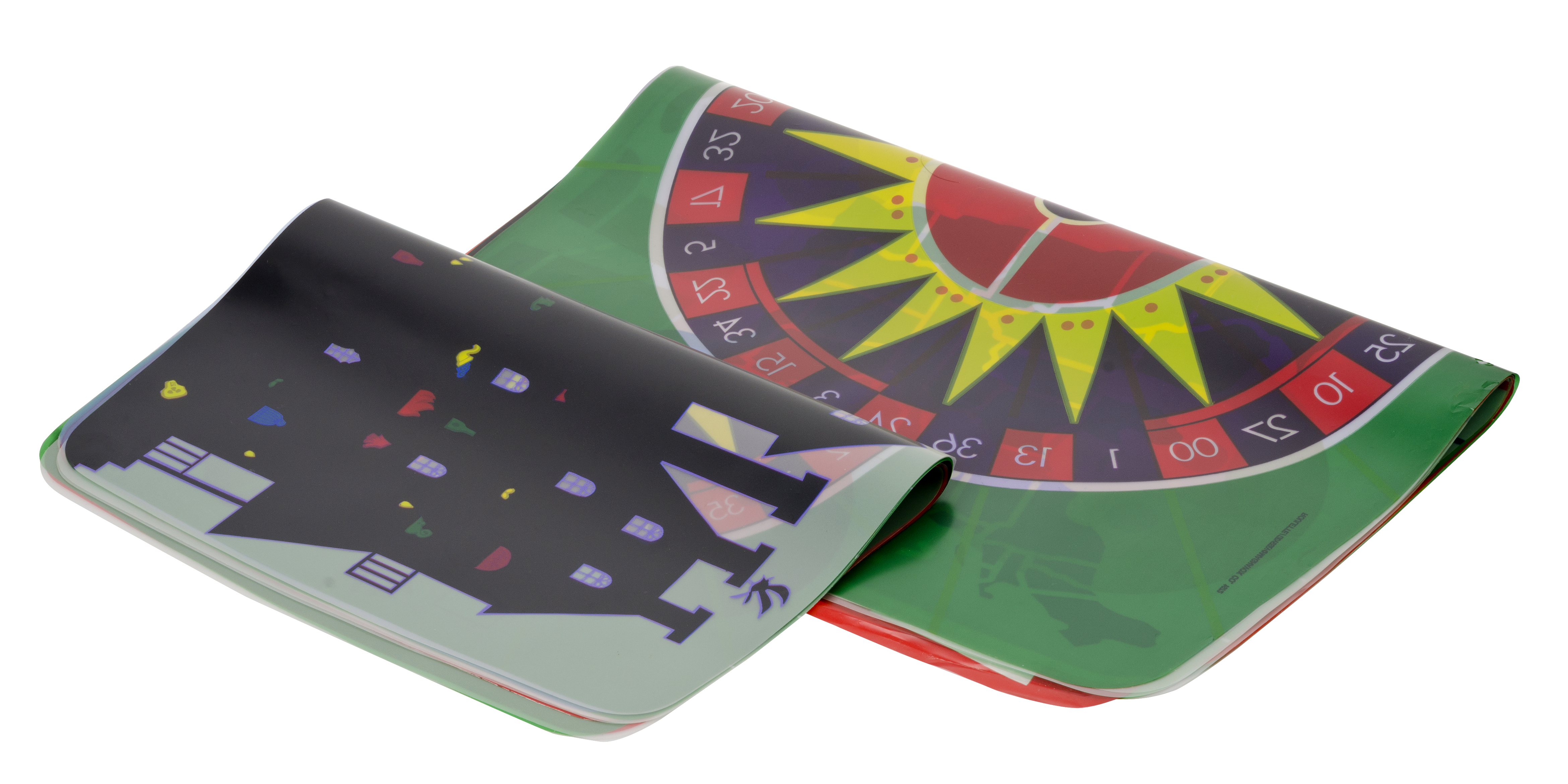
オーバーレイ
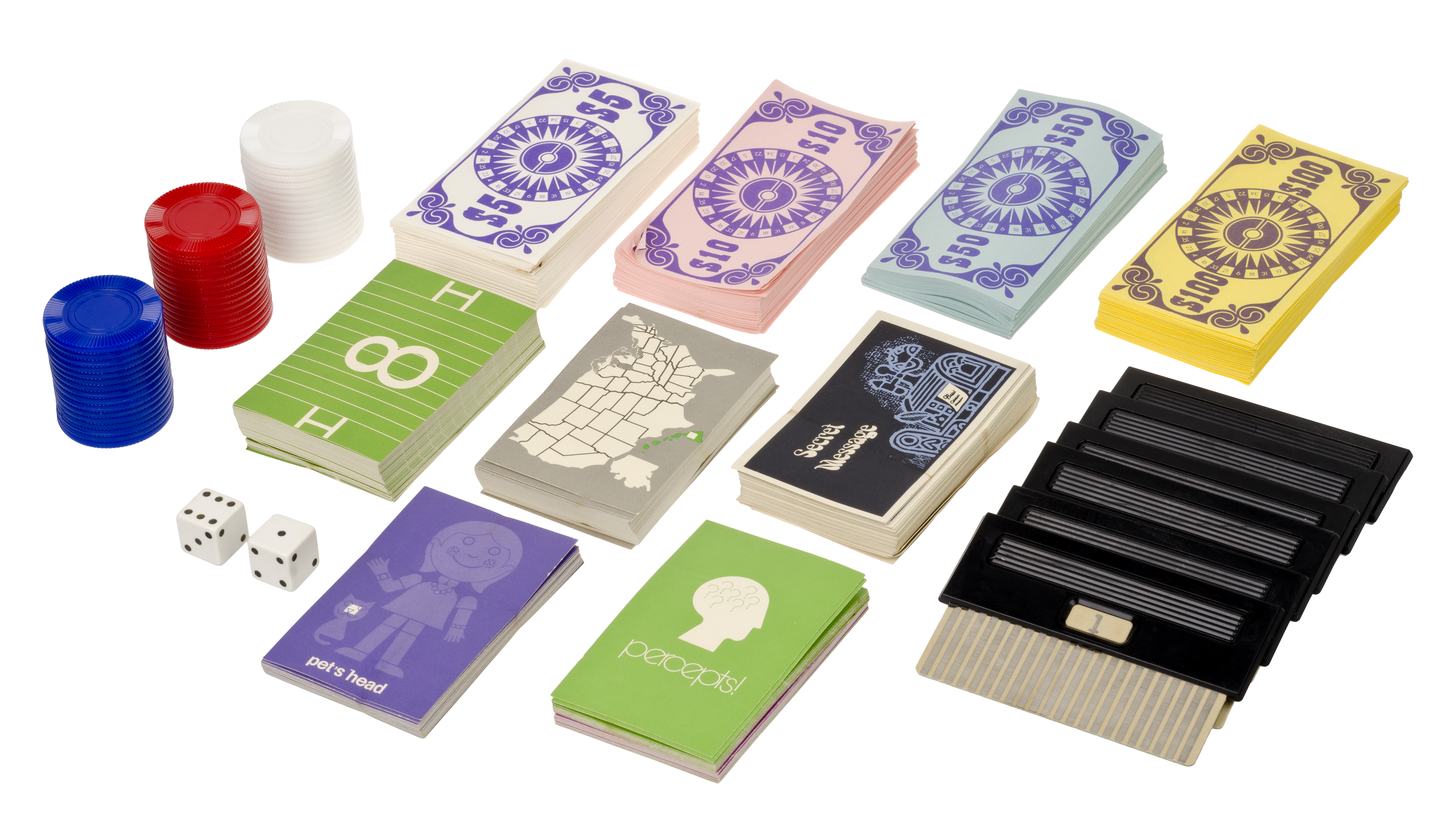
アクセサリー類
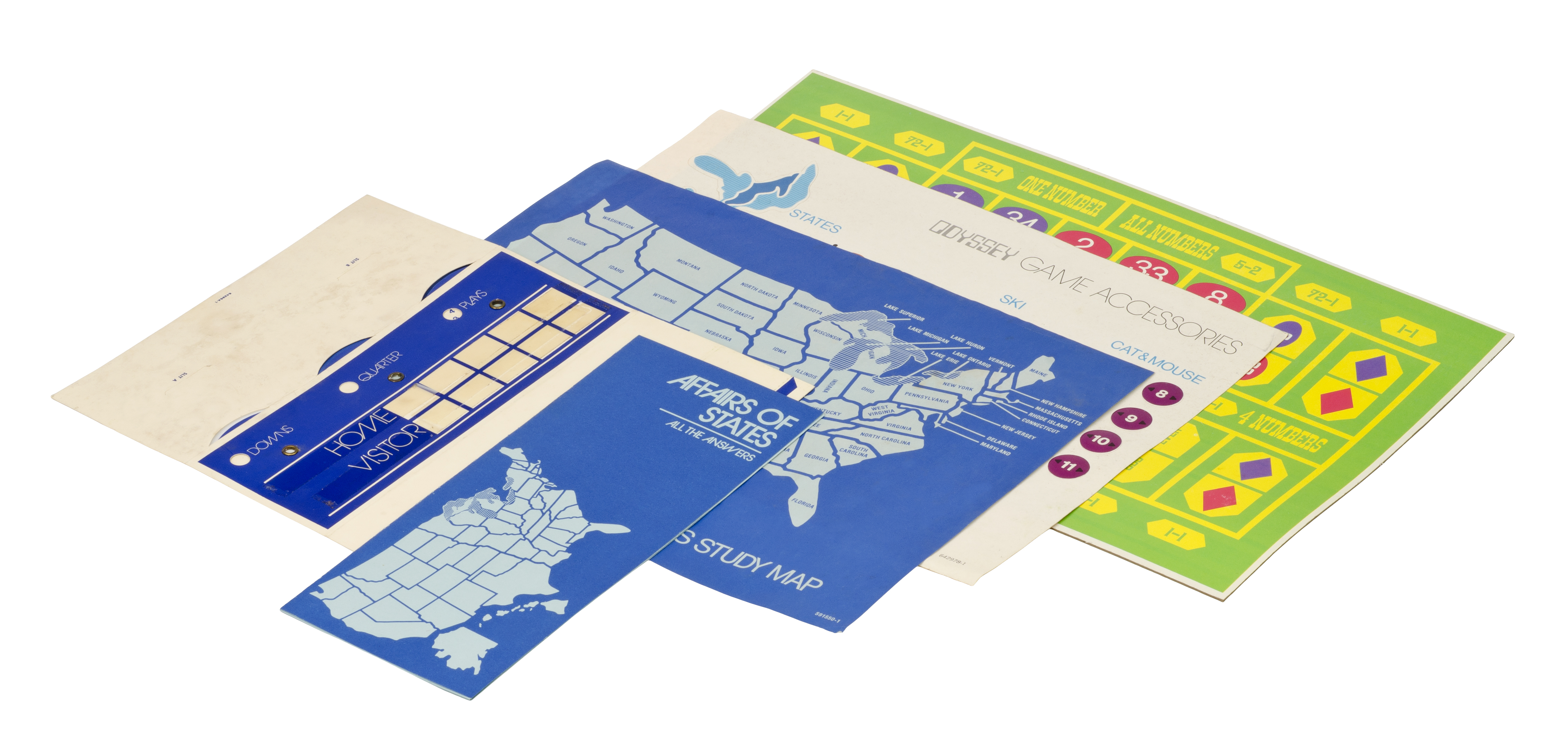
ゲームボード
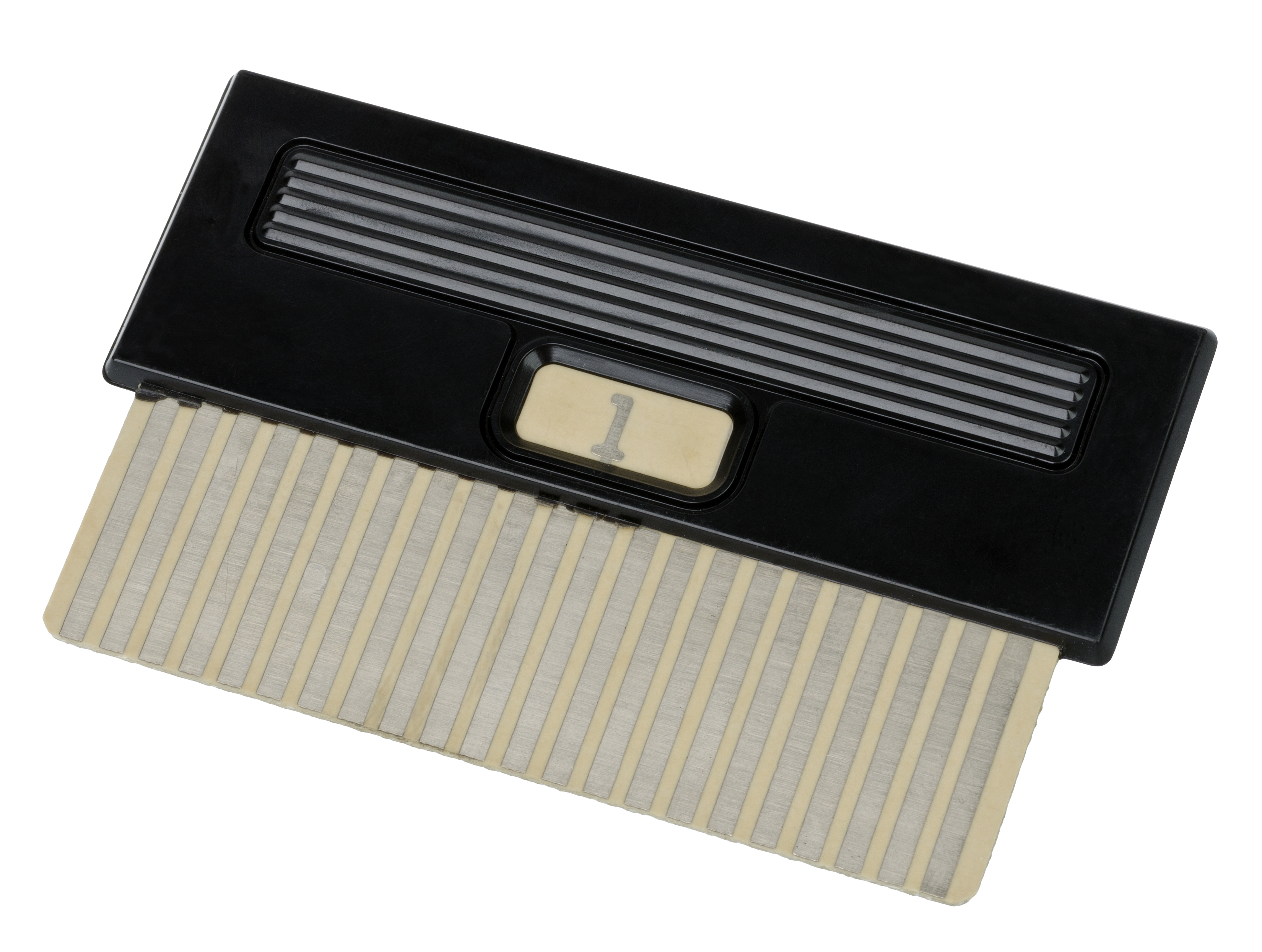
ゲーム切り替えカード
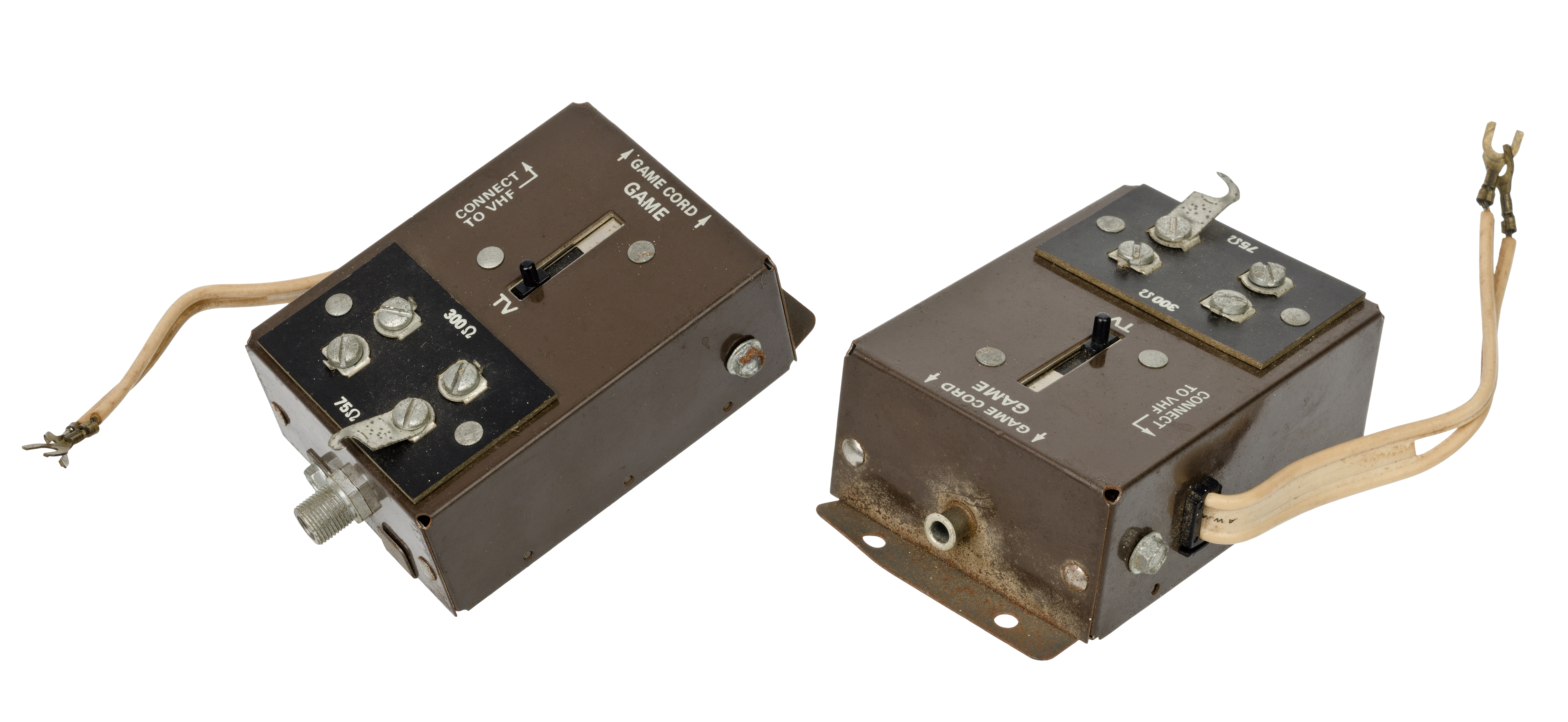
アンテナスイッチボックス

## バリエーション

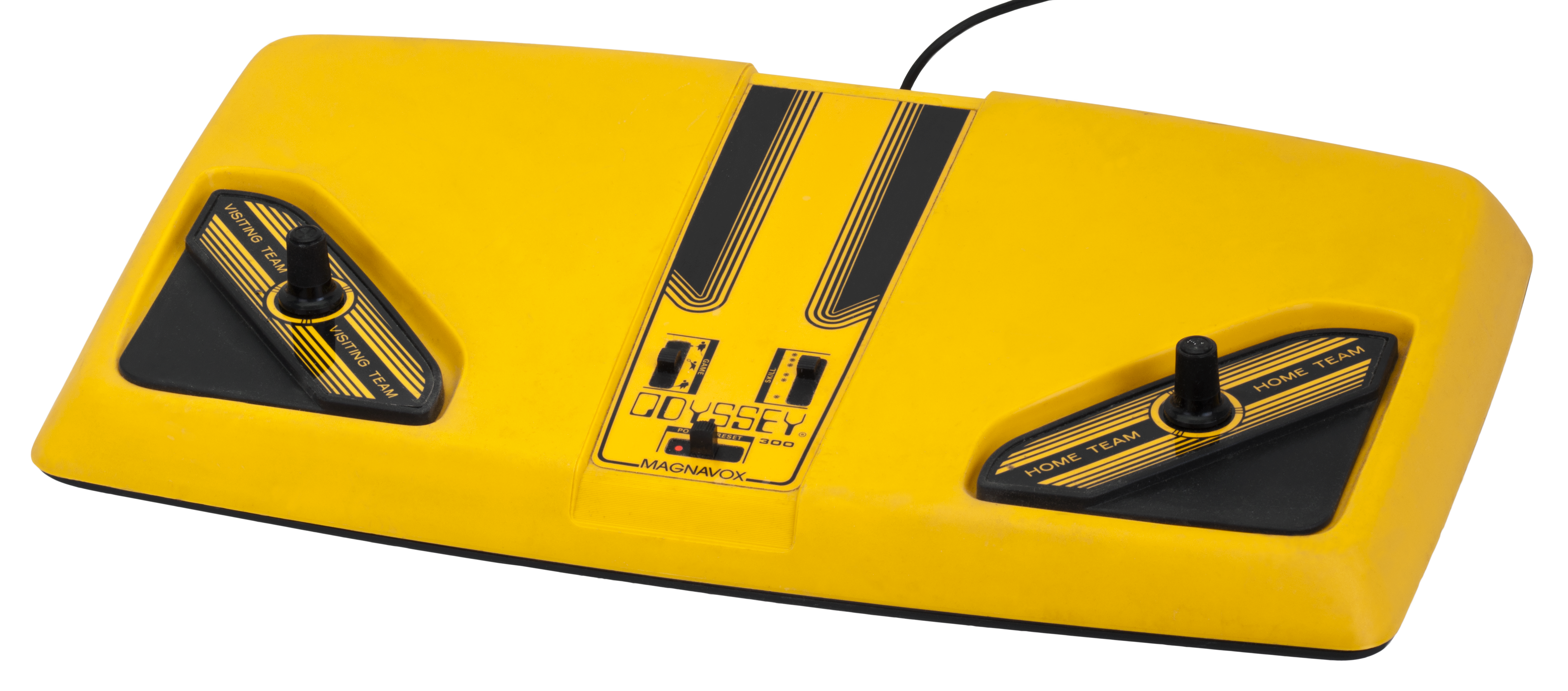
オデッセイ300

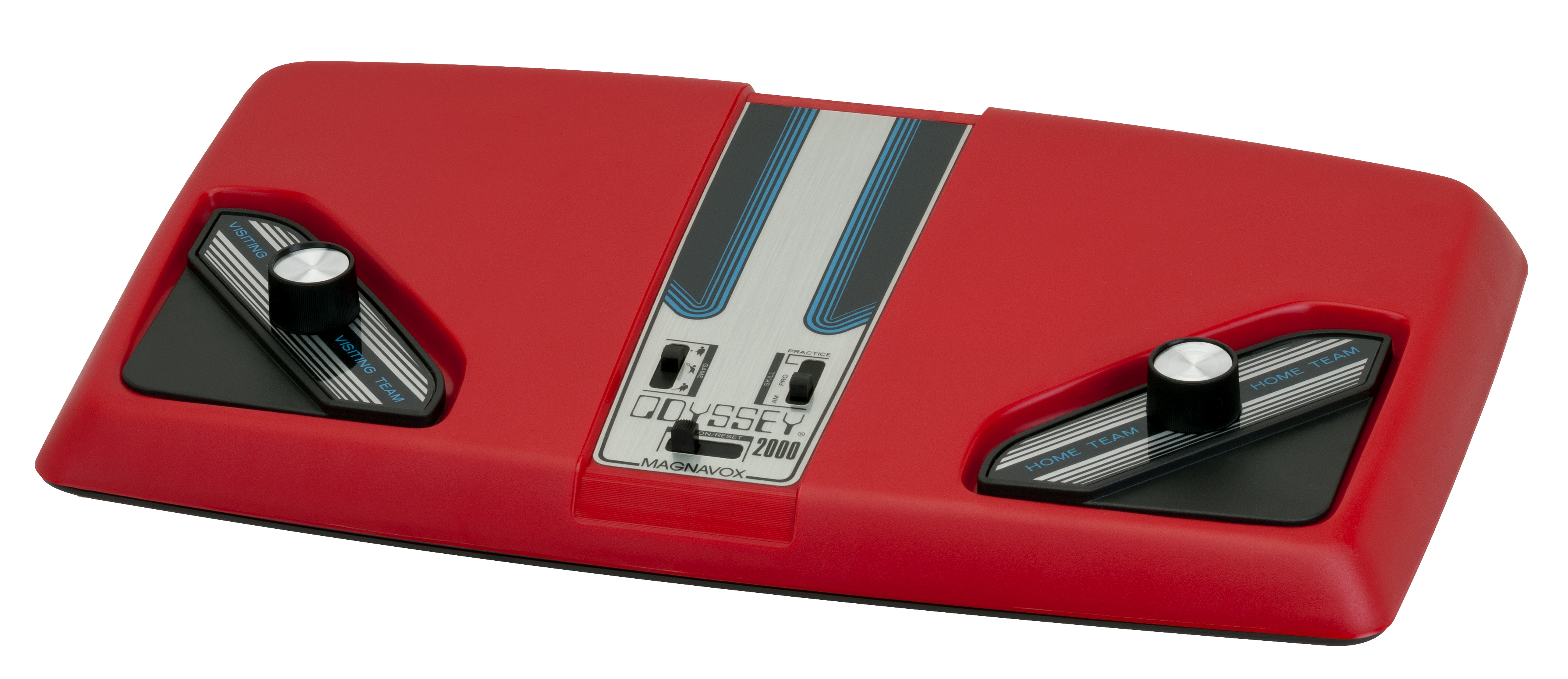
オデッセイ2000

## アタリとの関係
ベアより少し後にビデオゲームの商業化を目指し始めたノーラン・ブッシュネルは、アーケードゲームゲームで『コンピュータースペース』を出して失敗した。だがその発売会社だったナッチング・アソシエーツ社の社長は1972年春、カリフォルニア州バーリンゲームでのオデッセイのプライベートショーを知りブッシュネルに調べに行かせた。ブッシュネルはナッチング社長に「そんなに面白いゲームではなかった」と報告したものの、実際にはオデッセイに影響を受けアタリ社を設立、オデッセイのピンポンゲームをパクり、『ポン』を作らせ「世界で初めてヒットしたビデオゲーム」の名誉を勝ち取った。
マグナボックスはオデッセイ発売後すぐTVゲームについての特許を登録。番号の一部をとって「480」特許と呼ばれた。その2週間後『ポン』のことを知ったが、当時はベアがリサーチを行ったのみで、裁判については保留のままとしていた。しかし1976年にある会社が複数種のゲームが遊べる集積回路を発売する事になったため、『ポン』を製造したアタリ、およびコピーゲームを製造した各社に対し、いよいよ訴訟を起こした。
2社は裁判所に出廷、マグナボックスは前述したベアの几帳面さの功績もあり、ブッシュネルがプライベートショーに出席した証拠や目撃証人やプライベートショーのサインも提出した。しかしブッシュネルも彼の弁護士も対応がさっぱりで、自分で作った『コンピュータースペース』の回路図さえ説明出来なかった。『スペースウォー!』の作者であるスティーブ・ラッセルも証言に登場している。
結局アタリは、事前にマグナボックスの弁護士に話を通していた法廷外和解による解決でライセンス料70万ドルを支払うこととなった。マグナボックスがオデッセイで一番儲けた金額はこれだとも言われているが、それでもベアはこれを「安い」と語っている。
オデッセイには『ポン』の元になったピンポンゲームが入っている事から売れ行きに拍車がかかったが、それでも1974年に製造を終了した。ベアも後になって「『ポン』が出なければ、オデッセイはあんなに売れなかっただろう」と語っている。

## オデッセイ2
日本ではオデッセイは発売されなかったが、次世代機のオデッセイ2 がコートン・トレーディング・トイタリー・エンタープライズより1982年9月に発売された。定価49,800円。1983年4月出荷分からは29,800円に値下げされた。8方向スティック+1ボタンのコントローラが2個付属し、本体にはQWERTY配列のメンブレンキーボードが搭載されていた。ソフト一本付属（スピードウェイ/スピンアウト/暗号解読の3ゲームを収録）。国内発売のソフトは米国発売のソフトの外箱側面に縦書きで和訳タイトル名のラベルが貼られ、モノクロ印刷の和訳マニュアルが添付された。カタログでは「囲碁や将棋といった日本独自のゲームも現在開発中」と謳っていたが、日本独自のソフトが発売されることは無かった。オプションのボイス・シンセサイザー（音声合成ユニット）も19,800円で発売された。
インテレビジョンやダイナビジョンなどと並ぶ、いわゆるファミコン登場以前の高級輸入ゲーム機の一つである。この後、ファミコンの登場により、他の多くのゲーム機と共に淘汰された。出荷台数は1983年3月までで3000台。

### 仕様
- CPU Intel 8048
  - NTSC版（5.37 MHz）、PAL版（5.91 MHz）
- VDP/サウンド Intel 8244
- BIOS ROM 1KB
- RAM 64バイト(内蔵) + 128バイト(外部)
- VRAM 128バイト
  - 画面解像度 160 × 200ドット (NTSC)
  - 同時表示色数 : デジタル8色 × 2階調
  - スプライト : 8 × 8ドット、4枚、単色
- サウンド機能：単音、ノイズジェネレーターあり
- ジョイスティック2個、デジタル8方向 + 1ボタン
- QWERTY配列 メンブレンキーボード
- ROMカートリッジスロット1個
- RF出力

### ソフト一覧
☆：ボイス・シンセサイザー専用ソフト
●：ボイス・シンセサイザー対応ソフト
| 型番 |   | タイトル（オリジナル）                | タイトル（和名）                                                   | 備考                       |
| ---- | - | ------------------------------------- | ------------------------------------------------------------------ | -------------------------- |
| 9400 |   | Speedway / Spin-Out / Crypto-Logic    | スピードウェイ / スピンナウト / 暗号解読                           | 本体に付属                 |
| 9401 |   | Las Vegas Blackjack                   | ラスベガス ブラックジャック                                        |                            |
| 9402 |   | Football                              | アメリカン フットボール                                            |                            |
| 9403 |   | Armard Encounter / Subchase           | 大戦車軍団ゲーム / 潜水艦深海大作戦ゲーム                          | 2 in 1カートリッジ         |
| 9404 |   | Bowling / Basketball                  | ボーリング / バスケットボール                                      | 2 in 1カートリッジ         |
| 9405 |   | Math-A-Magic / Echo                   | 数字マジックゲーム / ナンバー メモリーゲーム                       | 2 in 1カートリッジ         |
| 9406 |   | Computer Intro                        | マイコン ティーチャー                                              |                            |
| 9407 |   | Matchmaker / Logix / Buzzword         | 神経衰弱ゲーム / マスターマインド / イングリッシュ・ボキャブラリー | 3 in 1カートリッジ         |
| 9408 |   | Baseball                              | ベースボール                                                       |                            |
| 9410 |   | Computer Golf                         | コンピューター ゴルフ                                              |                            |
| 9411 |   | Cosmic Conflict                       | 宇宙大戦争                                                         |                            |
| 9412 |   | Take the Money and Run                | 億万長者ゲーム                                                     |                            |
| 9413 |   | I've Got Your Number                  | プレイ算数ゲーム                                                   |                            |
| 9414 |   | Invaders from Hyperspace              | 地球防衛隊                                                         |                            |
| 9415 |   | Thunderball                           | スーパーピンボール                                                 |                            |
| 9416 |   | Showdown in 2100 A.D.                 | 2100年の決闘                                                       |                            |
| 9417 |   | War of Nerves                         | ロボット軍団ゲーム                                                 |                            |
| 9418 |   | Alpine Skiing                         | アルペン スキー                                                    |                            |
| 9419 |   | Out of this World / Helicopter Rescue | 月面軟着陸ゲーム / ヘリコプター救助隊                              | 2 in 1カートリッジ         |
| 9420 |   | Hockey / Soccer                       | アイス ホッケー / サッカー                                         | 2 in 1カートリッジ         |
| 9421 |   | Dynasty                               | リバーシー                                                         |                            |
| 9422 |   | Volleyball                            | バレーボール                                                       |                            |
| 9423 |   | Electronic Table Soccer               | エレクトロニクス テーブル サッカー                                 |                            |
| 9424 |   | Pocket Billiards                      | ポケット ビリヤード                                                |                            |
| 9425 |   | Pachinko                              | パチンコ                                                           |                            |
| 9426 |   | Casino Slot Machine                   | モンテカルロ スロットマシーン                                      |                            |
| 9427 |   | Block Out / Breakdown                 | ブロックアウト / ブレークダウン                                    | 2 in 1カートリッジ         |
| 9428 |   | Alien Invaders-Plus                   | エイリアン&インベーダー大作戦                                      |                            |
| 9429 |   | The Quest for the Rings               | 中世騎士の冒険ゲーム                                               | ゲームボード, トークン付属 |
| 9430 |   | UFO                                   | 謎のUFO                                                            |                            |
| 9431 |   | Conquest of the World                 | ウォーゲーム                                                       | ゲームボード, トークン付属 |
| 9432 |   | Monkeyshines                          | いたずらモンキーゲーム                                             |                            |
| 9433 |   | Keyboard Creations                    | キィー・ボード クリエーション                                      |                            |
| 9434 |   | The Great Wall Street Fortune Hunt    | ウォールストリート株式売買ゲーム                                   | ゲームボード, トークン付属 |
| 9436 |   | Freedom Fighters                      | スペース ファイター                                                |                            |
| 9437 |   | Pick Axe Pete                         | ゴールド ラッシュ                                                  |                            |
| 9438 | ☆ | S.I.D. the Spellbinder                | イングリッシュ ティーチャー                                        |                            |
| 9439 | ☆ | Nimble Numbers Ned                    | コンピューター算数                                                 |                            |
| 9440 | ☆ | Type & Tell                           | おしゃべりタイプライター                                           |                            |
| 9441 | ● | Smithereens                           | ジェリコの戦い                                                     |                            |
| 9442 | ● | K.C.'s Krazy Chase                    | トーキング・パックマン                                             |                            |
| 9443 | ● | P.T. Barnum's Acrobats                | アクロバット サーカス                                              |                            |
| 9445 | ● | Attack of the Timelord                | スペースレイダース UFOの復讐                                       |                            |